# Чарлі Ганнем
Чарльз Меттью Ганнем (англ. Charles Matthew Hunnam; нар.10 квітня 1980) — англійський актор, найбільш відомий ролями у телесеріалі «Сини анархії» (2008—2014) та фільмах «Ніколас Ніклбі» (2002), «Тихоокеанський рубіж» (2013), «Король Артур: Легенда меча» (2017), «Шантарам» (2022).

## Ранні роки
Чарлі Ганнем народився у місті Ньюкасл-апон-Тайн, графство Тайн і Вір, у родині Вільяма «Біллі» Ганнема (1952—2013), гангстера і купця металобрухту, та Джейн (Белл) Ганнем, власниці бізнесу. Мав старшого брата Вільяма та двох молодших братів, Олівера і Крістіана. Його батьки розлучилися, коли йому було два роки. Коли Чарлі виповнилося 12 років, його мати знову одружилася, а відтак він переїхав до села Мелмербі, Камбрія. Чарлі відвідував середню школу Гітона у Ньюкаслі, а після переїзду пішов до Пенритської школи королеви Єлизавети. Навчався в Інституті мистецтв Камбрії, де здобув вищу освіту зі ступенем у галузі теорії й історії кіно.

## Фільмографія
| Рік       |   | Українська назва                 | Оригінальна назва                  | Роль                        |
| --------- | - | -------------------------------- | ---------------------------------- | --------------------------- |
| 1998      | с |                                  | Byker Grove                        | Джейсон Чакл (3 епізоди)    |
| 1999      | с |                                  | My Wonderful Life                  | Вес (7 епізодів)            |
| 1999      | ф | Що трапилося з Гарольдом Смітом? | Whatever Happened to Harold Smith? | Даз                         |
| 1999—2000 | с | Близькі друзі                    | Queer as Folk                      | Нейтан Мелоні (10 епізодів) |
| 2000      | с | Молоді американці                | Young Americans                    | Грегор Райдер (3 епізоди)   |
| 2001—2002 | с | Хто не визначився                | Undeclared                         | Ллойд (17 епізодів)         |
| 2002      | ф | Покинутий                        | Abandon                            | Ембрі Ларкін                |
| 2002      | ф | Ніколас Ніклбі                   | Nicholas Nickleby                  | Ніколас Ніклбі              |
| 2003      | ф | Холодна гора                     | Cold Mountain                      | Бозі                        |
| 2005      | ф | Хулігани Зеленої вулиці          | Green Street                       | Піт Данем                   |
| 2006      | ф | Останній нащадок Землі           | Children of Men                    | Патрік                      |
| 2008—2014 | с | Сини анархії                     | Sons of Anarchy                    | Джекс Теллер (1-7 сезони)   |
| 2011      | ф | Ціна пристрасті                  | The Ledge                          | Гевін Ніколс                |
| 2012      | ф | Френкі наводить шорох            | 3, 2, 1... Frankie Go Boom         | Френкі                      |
| 2012      | ф | Чорний дрізд                     | Deadfall                           | Джей                        |
| 2013      | ф | Тихоокеанський рубіж             | Pacific Rim                        | Райлі Бекет                 |
| 2015      | ф | Багряний пік                     | Crimson Peak                       | Алан Макмайкл               |
| 2016      | ф | Загублене місто Z                | The Lost City of Z                 | Персі Фосетт                |
| 2017      | ф | Король Артур: Легенда меча       | King Arthur: Legend of the Sword   | Король Артур                |
| 2017      | ф | Метелик                          | Papillon                           | Анрі Шарр'єр                |
| 2018      | ф | Мільйон маленьких шматочків      | A Million Little Pieces            | Боб Фрей                    |
| 2019      | ф | Потрійний кордон                 | Triple Frontier                    | Вільям Міллер               |
| 2019      | ф | Правдива історія банди Келлі     | True History of the Kelly Gang     | сержант О'Ніл               |
| 2019      | ф | Без правил                       | Jungleland                         | Стенлі Камінський           |
| 2019      | ф | Джентльмени                      | The Gentlemen                      | Реймонд                     |
| 2021      | ф | Волдо                            | Last Looks                         | Чарлі Волдо                 |
| 2022      | с | Шантарам                         | Sons of Anarchy                    | Лін (12 епізодів)           |
| 2023      | ф | Бунтівний місяць                 | Rebel Moon                         | Кай                         |
|           | с | Монстри                          | Monster                            | Ед Ґейн (3-й сезон)         |